# Битка при Монте Пеладо
Битката при Монте Пеладо е една от първите битки от Гражданската война в Испания, станала известна благодарение на участието на италианските републикански доброволци от батальона „Матеоти“.  На 28 август 1936 г. италиански и испански анархисти щурмуват позицията на бунтовниците в Монте Пеладо, близо до Уеска.

## Планове и сили
Монте Пеладо в Арагон, между Уеска и Алмудевар, след началото на бунта на военните, става тяхната позиция и концентрацията на повече от петстотин националисти там. Каталуния и източната част на Арагон остават верни на републиката.
В столицата на Каталуния, Барселона, започват да се формират групи от доброволци за борба с бунтовниците, много от които се насочват към Арагон, за да подкрепят местните републиканци. Четири групи („Ленин“, „Карл Маркс“, „Аскасо“ и „Лос Агилучос“) са изпратени в Уеска, а останалите - в посока Сарагоса и Теруел.
„Аскасо“ е една от първите, сформирани в Барселона, и се състои от голям контингент италиански доброволци (батальон „Матеоти“), главно от емигранти, противници на фашисткия режим на Мусолини, водени от добре известния лидер на италианската републиканска партия, Марио Анджелони. Групата е подсилена от каталунски анархисти и антисталинистки комунисти от Работническа партия за марксистко обединение. Скоро частите доближават Уеска и е направен опит за обсада на града, започвайки от югозапад.
Позицията на националистите на Монте Пеладо е заобиколена от трупи, лежащи на земята и подсилени с 6 картечници и 3 малки оръдия.

## Битката
На 28 август в 12:00 ч. в планината пристига републиканска колона, състояща се от около 1 200 италианци и 860 испанци, придружени от 3 "тизнао" (импровизирани бронирани превозни средства) и разполагащи с повече от 10 оръдия.
В 12:30 ч. атаката започва. В продължение на час и половина републиканците атакуват вражеската позиция, понасяйки големи загуби. Един "тизнаос" е унищожен, друг повреден, много милиционери са ранени, но националистите се държат. Само благодарение на обстрела с оръдията, в резултат на който почти всичките защитници са убити, позицията е превзета. Последните 40 оцелели се укриват и продължават да се съпротивляват, но след това се предават. Разстреляни са 10 пленници.
Републиканската страна също претърпява значителни загуби, включително самият командир на италианския батальон Марио Анджелони.
Превземането на Монте Пеладо обаче не води до превземането на Уеска.